# Мартин Кастрођовани
Мартин Кастрођовани (енгл. Martin Castrogiovanni; 21. октобар 1981) је италијански рагбиста који тренутно игра за Расинг 92.

## Биографија
Висок 188 цм, тежак 119 кг, Кастрођовани игра на позицији број 3 - Стуб (енгл. Tight head prop). У каријери је пре Расинга играо за Лестер тајгерсе, Калвизијано и Рагби клуб Тулон. За репрезентацију Италије одиграо је 115 тест мечева и постигао 12 есеја.